# Silybum
Silybum és un gènere de plantes amb flor de la família Asteraceae. N'hi ha dues espècies del gènere i un híbrid de les dues. Es troben a Europa a la zona del Mediterrani] i també a l'Àfrica del Nord i el Pròxim Orient. Els noms populars normalment fan referència a la llet, nom originat en la saba lletosa i en les taques blanquinoses de les fulles. Segons les tradicions locals era la llet del pit de la Mare de Déu. Són plantes medicinals. Les llavors també eren utilitzades amb fins medicinals.
S'investiguen les propietats curatives. Aquests tipus de cards són comestibles, però el seu ús gastronòmic està limitat a certes zones.

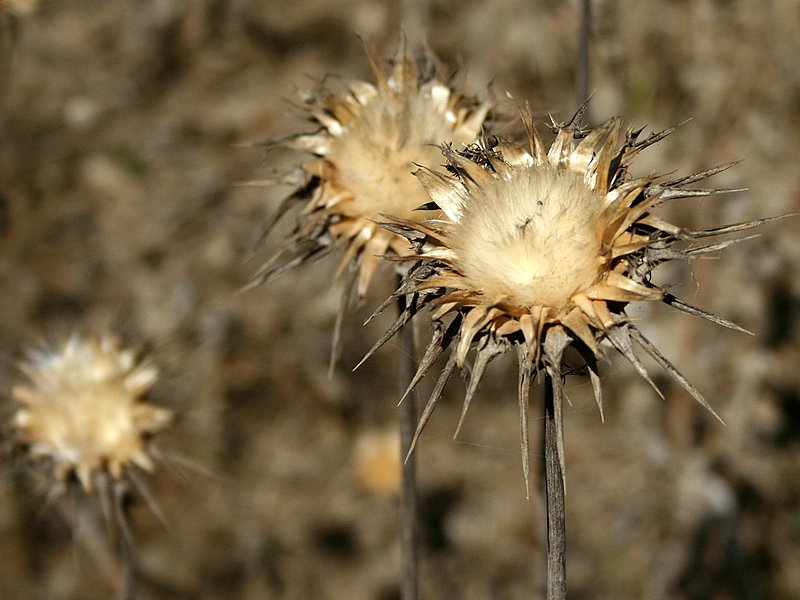
Flors seques

## Taxonomia
- Silybum eburneum Coss. & Dur., card d'avori, card d'elefant 
  - Silybum eburneum Coss. & Dur. var. hispanicum
- Silybum marianum - card marià, card lleter, angelets, animetes

HíbridSilybum × gonzaloi Cantó, Sánchez Mata & Rivas Mart. (S. eburneum var. hispanicum x S. marianum)